# Demonax rouyeri
Demonax rouyeri là một loài bọ cánh cứng trong họ Cerambycidae.